# Xã Bethel, Quận Berks, Pennsylvania
Xã Bethel (tiếng Anh: Bethel Township) là một xã thuộc quận Berks, tiểu bang Pennsylvania, Hoa Kỳ. Năm 2010, dân số của xã này là 4.112 người.